# Преди да забравя
„Преди да забравя“ е предстояща българска драма от 2024 г. на режисьора Станислав Дончев, който е съсценарист и съпродуцент с Теодора Стоилова-Дончева. Музиката е композирана от Александър Костов, оператор е Добромир Николов, а сценограф и художник на костюмите е Адриана Найденова. Във филма участват Александра Димитрова, Иван Савов, Васил Кънев, Никола Мутафов, Рая Пеева, Мария Статулова, Константин Цанев и др. Премиерата на филма се състои на фестивала „Златна роза“ във Фестивалния и конгресен център в град Варна на 21 септември 2024 г., и се очаква да излезе по кината на 10 януари 2025 г. в разпространение от „Про Филмс“.